# Phyllanthus philippioides
Phyllanthus philippioides är en emblikaväxtart som beskrevs av Jacques Désiré Leandri. Phyllanthus philippioides ingår i släktet Phyllanthus och familjen emblikaväxter. Inga underarter finns listade i Catalogue of Life.